# Phare de Malaga
Le phare de Malaga (aussi connu sous le nom de La Farola) est un phare situé dans la ville de  Malaga, à l'entrée du port, dans la province de Malaga en Andalousie (Espagne).
Il est géré par l'autorité portuaire du port de Malaga.

## Histoire
Conçu par l'ingénieur Joaquín María Pery y Guzmán, sa construction a été achevée en 1817, étant alors situé à l'entrée du port de Malaga. La Farola est un symbole de la ville et donne son nom à la promenade où il est érigé. C'est une tour ronde en maçonnerie de 37 m, avec lanterne et galerie, centrée sur une maison de gardiens de deux étages. Le bâtiment est entièrement blanc.
Le tremblement de terre dans la ville en 1898 a rendu les mécanismes optiques du phare inopérants jusqu'en 1913. En 1909 l'ajout d'un étage d'habitation a donné son aspect définitif.
Au cours de la guerre d'Espagne, le 28 août 1936, le phare est sorti du commandement de la Marine pour être mis sous le commandement de la Seconde République. Le Comité central de la flotte républicaine a ordonné sa mise en peinture de camouflage pour être protégé de tirs ennemis. Néanmoins, le phare a subi de graves dommages pendant la guerre et a dû être reconstruit en 1939. Les installations GPS et radar ont été ajoutées ces dernières années.
À la fin du XXe siècle, en raison du réaménagement de la zone portuaire, le phare s'est retrouvé dans le milieu du port. Le phare est appelé à être reconditionné pour accueillir le futur musée du port de Malaga, qui est prévu pour 2018. C'est l'un des plus vieux phares espagnols
Identifiant : ARLHS : SPA-302 ; ES-21550 - Amirauté : E0062 - NGA : 4360 .
|          |
| Le phare |

|          |
| Le phare |

### Lien connexe
- Liste des phares en Espagne